# Stefan Kaufmann
Stefan Kaufmann, né le 4 août 1960 à Solingen dans le Land de Rhénanie-du-Nord-Westphalie en Allemagne, est un batteur, guitariste, compositeur et producteur allemand. Il est plus particulièrement connu en tant que batteur et compositeur au sein du groupe Accept dans les années 1980 et 90. À la fin des années 1980, à la suite de problèmes de dos liés à son positionnement à la batterie, il quitte le groupe et se tourne vers la production. Il rejoindra à nouveau le groupe en 1992 jusqu'à ce que ses problèmes de santé resurgissent en 1994, où il quitte à nouveau le groupe. Il abandonne définitivement la batterie. Lors de la séparation d'Accept en 96, il rejoint la nouvelle formation d'U.D.O. (le groupe formé autour de Udo Dirkschneider, ex-chanteur d'Accept), en tant que guitariste, compositeur et producteur du groupe. Il quitte le groupe en 2014 pour se consacrer à la production.

## Biographie
Stefan Kaufmann a rejoint le groupe juste avant la sortie de leur premier album. Il apparaît d'ailleurs sur les photos promotionnelles de cette époque. En revanche, il n'a pas participé à l'enregistrement (c'est Frank Friedrich qui était à la batterie à cette époque).
Kaufmann a produit les albums live Staying a Life et All Areas: Worldwide pour Accept et a contribué de façon active à l'écriture des chansons du groupe. Il a également travaillé à la production de nombreux albums d'autres groupes. Il a notamment produit entièrement, ou coproduit, tous les albums de U.D.O. de 1990 à nos jours.
Kaufmann a rejoint Udo Dirkschneider lors de sa carrière solo au sein du groupe U.D.O. en qualité de guitariste dès 1996 et à la suite de la seconde dissolution du groupe Accept.
Il a dû arrêter la batterie à cause de problèmes de santé.

## Discographie

### Avec Accept
- Accept
- I'm a Rebel
- Breaker
- Restless and Wild
- Balls to the Wall
- Metal Heart
- Staying a Life
- Russian Roulette
- Eat the Heat
- Objection Overruled
- Death Row

### Avec U.D.O.
- Solid
- No Limits
- Holy
- Man And Machine
- Nailed to Metal... The Missing Tracks
- Thunderball / Thundervision
- Mission No. X / 24/7
- Mastercutor
- Dominator
- Rev-Raptor